# John Keese
John Keese (24 de novembro de 1805, Nova Iorque - 30 de maio de 1856, Brooklyn, Nova Iorque) foi um leiloeiro e editor de livros.

## Biografia
Keese recebeu educação acadêmica, e aos dezoito anos entrou como empregado para uma editora em Nova Iorque. Vários anos depois ele se tornou parceiro no negócio, e de 1842 a 1853 ele estava engajado em leilões de livros. Em 1854 Keese foi apontado para o cargo de avaliador de livros, cargo que ocupou até sua morte. Nesta posição, Keese dedicou várias tardes para atuar em sua vocação como leiloeiro de livros.
Durante sua carreira, Keese se tornou conhecido por editoras e envolvidos na literatura por sua espontaneidade, humor, e perspicácia. Ele foi o autor de vários versos publicados anonimosamente em periódicos de sua época. Em 1852 ele apresentou a palestra "The Influence of Knowledge" (em português, "A Influência do Conhecimento") na Broadway Tabernacle em Nova Iorque. Keese criou a firma de leilões Cooley, Keese e Hill.

## Obras
Keese editou:
- The Poets of America (2 vols., Nova Iorque, 1839-1840)
- The Poetical Remains of Lucy Hooper (1842)
- Poems by Elizabeth Oakes Smith (1843)
- The Mourner's Chaplet (Boston, 1844)
- The Winter-Green, um anual (1844)
- The Opal, um anual (2 vols., 1846-1847)
- The Forest Legendary (1848)
- The Floral Keepsake (1850)